# Ruthless for Life (singel)
Ruthless for Life – singiel amerykańskiego rapera MC Rena. Utwór pochodzi z jego czwartego albumu o tym samym tytule. Singiel jest dedykowany byłemu członkowi formacji N.W.A, jej liderowi Eazy-E, a także całej wytwórni Ruthless.

## Lista utworów

### A-Side
1. "Ruthless for Life" (LP Version)- 4:22
2. "Ruthless for Life" (LP A Cappella)- 4:02

### B-Side
1. "Ruthless for Life" (Clean Radio Edit)- 3:40
2. "Ruthless for Life" (Instrumental)- 4:22